# Jakob den Retfærdige
Jakob den Retfærdige eller Jakob (Jesu bror), "Herrens bror" (død ca 62) er ifølge Markus 6,3 og Matthæus 13,55  i Det Nye Testamente en af Jesu brødre:
"Er det ikke tømreren, Marias søn og bror til Jakob og Joses og Judas og Simon? Bor hans søstre ikke her hos os?" Og de blev forarget på ham. (Markus 6,3)
Efter apostlen Jakobs død blev en person ved navn Jakob en af lederne i urmenigheden i Jerusalem (Apostlenes Gerninger 15,13). I Galaterbrevet 1,19 nævner Paulus en person kaldet Jakob, Herrens bror, men Paulus bruger ofte ordet “bror” i overført betydning, og kirkefaderen Origenes mente da også, at Jakob blev regnet som Herrens bror på grund af hans dyd og doktrin. 
Jakobs autoritet, ikke mindst fordi han var bror af Jesus, gjorde at til og med apostlen Peter, der ellers blev kaldt "klippen", føjede sig og ikke længere spiste sammen med ikke-jøder, hvad der gjorde Paulus oprørt: "Men da Kefas kom til Antiokia, trådte jeg op imod ham ansigt til ansigt, for han havde dømt sig selv. Før der kom nogle fra Jakob, spiste han nemlig sammen med hedningerne; men da de kom, trak han sig tilbage og skilte sig ud af frygt for de omskårne. Og sammen med ham hyklede også de andre jøder, så selv Barnabas blev revet med af deres hykleri. Men da jeg så, at de ikke gik lige fremad efter evangeliets sandhed, sagde jeg til Kefas i alles påhør: Når du, der er jøde, lever som hedning og ikke som jøde, hvordan kan du så tvinge hedningerne til at leve som jøder?" (Galaterbrevet 2:11-4)
Det er ret accepteret, at Jakob har skrevet Jakobs brev. Problemet er bare, at han ikke selv omtaler broderskabet. Af Første Korintherbrev 15:7  fremgår det, at Jakob må have mødt Jesus efter opstandelsen. Den gang må det have været kendt, at han var bror af Jesus. Jakob bad for Israel, så hans knæ blev som en kamels knæ, hed det i et citat fra Eusebius, som levede på Konstantin den Stores tid på 300-tallet. 
Som en af meget få personer i Det Nye Testamente, omtales Jakob af en samtidig ikke-kristen forfatter: Flavius Josefus beskriver at han ca 62 e. Kr. blev dømt af ypperstepræsten Anan ben Anan (Ananus ben Ananus, Hannas ben Hannas) og derefter stenet. 
I forbindelse med Apostelmødet omkring år 50 sættes han i forbindelse med det kompromis, der blev en del af resultatet af mødet; det gælder de regler, hedninger skulle følge ved overgang til kristendom, nemlig at de skulle undgå kød fra offerdyr, utugt og blod for at være i en minimal overensstemmelse med de traditionelle jødiske renhedslove. (Se Jakobsklausulerne (Aposteldekretet)) 
Men om de hedninger, der er blevet troende, har vi udsendt en skrivelse med bestemmelse om, at de skal vogte sig for kød, der ofres til afguder, og for blod og for kød af kvalte dyr og for utugt. (Ap.G. 21,25)